# Sabine Leppek
Sabine Leppek (* 9. Oktober 1970 in Uerdingen) ist eine deutsche Juristin, Professorin und Präsidentin der Hochschule des Bundes für öffentliche Verwaltung in Brühl.

## Leben
Nach dem Abitur am Städtischen Meerbusch-Gymnasium absolvierte Leppek ein rechtswissenschaftliches Studium an der Philipps-Universität Marburg, das sie 1995 mit dem ersten juristischen Staatsexamen abschloss. Das zweite juristische Staatsexamen erfolgte 1998. 2001 wurde sie am Lehrstuhl von Werner Frotscher promoviert. Seit dem Wintersemester 2005/2006 war sie Lehrbeauftragte an der Fachhochschule des Bundes für öffentliche Verwaltung und wurde dort 2009 zur Professorin in den rechtswissenschaftlichen Fächern ernannt. Im April 2021 übernahm sie an der Hochschule des Bundes die Leitung des Fachbereichs Allgemeine Innere Verwaltung. Mitte Juni 2023 gab die Bundesministerin des Innern und für Heimat, Nancy Faeser, die Ernennung von Leppek zur Präsidentin der Hochschule des Bundes für öffentliche Verwaltung zum 1. Oktober 2023 bekannt.

## Veröffentlichungen (Auswahl)
- Die Zulassung und Einführung von Schulbüchern und anderen Lernmitteln an staatlichen deutschen Schulen – verfassungs- und verwaltungsrechtliche Grundfragen, Tectum Verlag, 2002, ISBN 978-3828883895.
- Beamtenrecht, 13. Auflage, C.F. Müller Verlag, München, Heidelberg 2019, ISBN 978-3811445048.